# Lenard Fritz Krawinkel
Lenard Fritz Krawinkel (Hannover, 23 de novembre de 1966) és un guionista, director i productor de cinema alemany.

## Biografia
Després d'estudiar a la Universitat Semmelweis de Budapest i a Berlín, Lenard F. Krawinkel va establir les revistes periodístiques de televisió FAB i Tip TV a Berlín. A través de l'Arthur F. Burns Fellow, va rebre una subvenció d'Entertainment Tonight als estudis de Paramount Pictures de Hollywood. A principis de 1993 va començar a estudiar direcció de cinema a la Universitat de Cinema i Televisió de Múnic, que va acabar a La Femís de París. A l'any 2000 van realitzar diversos curtmetratges i televisions amb el llargmetratge Sumo Bruno, el seu debut als cinemes alemanys. Posteriorment, va passar del cinema real al d'animació i, com a cofundador d 'Ambient Entertainment, va començar a construir l'estudi d'animació per ordinador a Hannover. Com a productor i director, va dirigir el primer llargmetratge alemany d'animació per ordinador Back to Gaya a través de Warner Bros. El 2008 va passar de pioner del cinema digital a emprenedor de creació i va fundar a Berlín Zoobe Message Entertainment GmBH, que va desenvolupar la primera aplicació per a missatges de veu amb caràcters animats. L'objectiu era una nova forma cinematogràfica entretinguda de comunicació mòbil mitjançant avatars animats, els anomenats animojis. El 2016, més de 250 milions de vídeos de Zoobe havien estat creats per usuaris d'arreu del món i enviats a canals de missatgeria mòbil. Quan es va llançar l'iPhone X 2017, els animojis eren una de les tres noves característiques estàndard d'Apple.

## Filmografia
Com a actor
- 1995: Pack mich
- 1998: First Love

Com a director
- 1994: Wahlverwandtschaften
- 1995: Pack mich
- 1996: Der Tote vom anderen Ufer
- 1996: Kreuz & quer
- 1998: First Love
- 2000: Sumo Bruno
- 2004: Back to Gaya
- 2005: Zwei Weihnachtshunde

Com a guionista
- 1994: Wahlverwandtschaften
- 1995: Pack mich
- 1996: Der Tote vom anderen Ufer
- 2000: Sumo Bruno
- 2005: Zwei Weihnachtshunde

Com a productor
- 2004: Back to Gaya

## Premis i nominacions
- Premi Red Herring Global per zoobe 2014
- Premi a la innovació alemanya 2004 per "Back to Gaya
- Nominació al Goya a la millor pel·lícula d'animació amb "Back to Gaya"
- Nominació al Premi al curtmetratge alemany de 1997 "Der Tote vom anderen Ufer"
- Fantasporto (2005, candidat al premi internacional de cinema de fantasi per "Back to Gaya")